# Place des Déportés
La place des Déportés est une place de Liège (Belgique) située près du pont Maghin sur la rive gauche de la Meuse.

## Description
Cette place rectangulaire et arborée remplit la fonction de parking. Une quarantaine de marronniers y sont plantés sur quatre rangées. La place sert aussi de rampe d'accès au pont Maghin appelé aussi pont Saint-Léonard.

## Historique
L'endroit où se trouvent l'actuelle place des Déportés et le parc Saint-Léonard voisin avait été creusé au cours du XIIIe siècle pour former le fossé Saint-Léonard rempli d'eau de la Meuse et servant ainsi de douve aux remparts nord de la ville de Liège et accessoirement de refuge pour les bateaux en cas de crues ou de débâcles du fleuve. Ce fossé qui était creusé perpendiculairement à la Meuse avait une longueur d'environ 400 m. Au cours du XIXe siècle, les remparts sont détruits, le fossé est progressivement comblé et la place prend forme. Un marché hebdomadaire aux chevaux s'y est tenu au début du XIXe siècle.

## Toponymie
La place prend d'abord le nom de place Maghin. Le 30 décembre 1918, elle est rebaptisée place des Déportés afin de rendre hommage aux nombreux ouvriers belges qui ont été déplacés en Allemagne pendant la Première Guerre mondiale.

## Architecture
Le côté ouest de la place menant au pont Maghin compte une dizaine d'immeubles bâtis aux alentours de l'an 1900 et formant un ensemble homogène de maisons de deux étages en brique avec soubassement en pierre calcaire.

## Voiries adjacentes
- Pont Maghin
- Quai Saint-Léonard
- Rue Saint-Léonard
- Rue Maghin
- Rue Mathieu Laensbergh
- Rue de la Résistance
- Parc Saint-Léonard
- Féronstrée